# Nationalisme circassien

Le drapeau circassien vert-or, l'un des symboles du nationalisme circassien. Le vert représente les forêts et la végétation du Caucase et de l'Islam. Les douze étoiles symbolisent les différentes tribus de Circassie. Les flèches symbolisent la paix. Les couleurs dorées des flèches et des étoiles représentent un avenir radieux et la récolte abondante des céréales et du blé. Ce drapeau a été utilisé comme drapeau de la Circassie et est actuellement utilisé par la république d'Adyguée, une région de Russie.

Le nationalisme circassien est une idéologie affirmant son soutien à la préservation du patrimoine culturel des Circassiens ou Tcherkesses, et de leurs langues de l'extinction,,, sensibiliser au génocide circassien,,, le retour en Circassie,, et l'établissement d'un État circassien autonome ou indépendant sur ses frontières d'avant la colonisation russe,,.

## Histoire

### Guerre russo-circassienne

#### Circassie et les Circassiens avant l'invasion russe
Les Circassiens ont habité la Circassie historique depuis l'Antiquité. Ils ont formé de nombreux États connus du monde extérieur, tombant parfois brièvement sous le contrôle des Romains, puis des Scythes et Sarmatiens, suivis par des groupes turcs, principalement les Khazars, et devenant ensuite un protectorat de l'Empire ottoman. Néanmoins, les Circassiens conservent généralement un haut niveau d'autonomie. En raison de leur emplacement sur la côte de la mer Noire, possédant les ports importants d'Anapa, de Sotchi et de Touapsé, ils étaient fortement impliqués dans le commerce, et de nombreux premiers esclaves européens étaient circassiens (en outre, les Mamelouks d'Égypte, les Ghoulams persans et les Janissaires ottomans avaient une forte composante ethnique circassienne, et les Mamelouks circassiens gouvernaient même l'Égypte).
Se gouvernant eux-mêmes, les Circassiens ont utilisé de façon interchangeable des systèmes féodaux, des confédérations tribales, des républiques tribales et des monarchies pour gouverner leurs terres, incorporant souvent un mélange de deux ou des quatre. La Circassie était généralement organisée par tribu, chaque tribu ayant un territoire défini, fonctionnant de façon approximative comme plus grande qu'une province, mais pas complètement autonome, comparable à un État américain (le niveau d'autonomie variait selon les tribus et les époques). Les tribus de la Confédération n'étaient pas toutes de souche circassienne : à différentes époques, les Nogaïs, les Ossètes, les Balkars, les Karatchaïs, les Ingouches et même les Tchétchènes participaient à la Confédération. Au XIXe siècle, trois tribus, Natukhaj, Chapsoughs et Abzakhes, renversèrent leurs gouvernements féodaux au profit pour adopter la démocratie directe ; cependant, la conquête de la Circassie par la Russie tsariste et la fin de l'indépendance après la guerre russo-circassienne marque l'abolition de ce système.

### Invasion russe, conflit et génocide

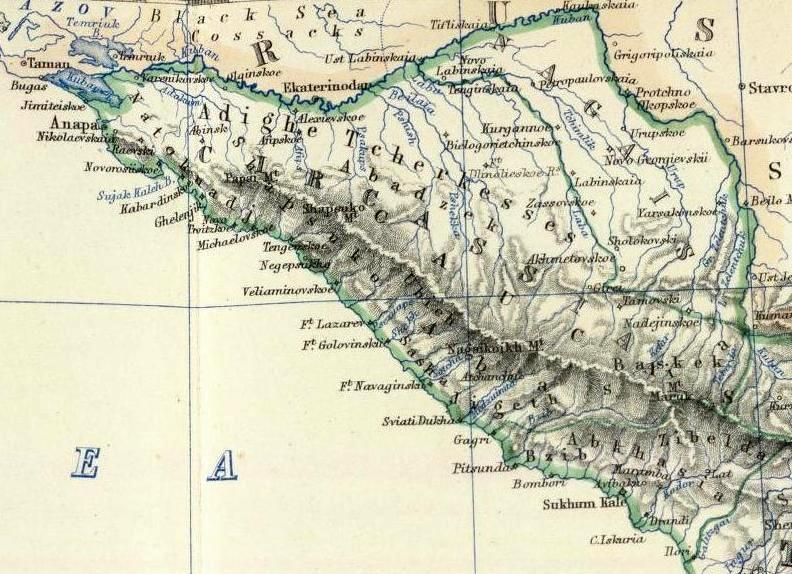
Carte de la Circassie, en 1861.

La première date de l'expansion russe en territoire circassien remonte au XVIe siècle, sous Ivan le Terrible, qui épousa notamment Maria Temrioukovna, la fille du prince musulman Temriouk de Kabardie, pour conclure un contrat d'alliance avec les Kabardins, une subdivision des Circassiens. Après la mort d'Ivan, cependant, l'intérêt russe pour le Caucase s'affaiblit et ils restèrent largement à l'écart de ses affaires, avec d'autres États entre la Russie et la Circassie, notamment le khanat de Crimée et la Horde Nogaï. Les Circassiens errèrent librement dans leurs régions natales pendant des siècles, mais pendant l'apogée des Séfévides et des Afcharides, certaines parties des terres circassiennes tombèrent brièvement sous la domination perse.
Au XVIIIe siècle, cependant, la Russie retrouve ses ambitions impériales dans la région et s'étend progressivement vers le sud, dans le but ultime d'obtenir les richesses du Moyen-Orient et de la Perse, en utilisant le Caucase comme lien avec la région. La première incursion militaire russe en Circassie a eu lieu en 1763.
Finalement, en raison d'un besoin perçu pour les ports circassiens et de l'idée qu'une Circassie indépendante entraverait ses projets d'extension au Moyen-Orient, la Russie a rapidement décidé d'annexer la Circassie. Les tensions culminent avec la guerre russo-circassienne dévastatrice, qui a été éclipsée par la guerre de Crimée. Malgré le fait qu'une guerre similaire se déroulait de l'autre côté du Caucase (la Tchétchénie, l'Ingouchie et le Daghestan luttant contre la Russie pour préserver l'existence de leurs États), ainsi que les tentatives de certains (des princes circassiens à l'Imam Chamil en passant par la Grande-Bretagne) pour relier les deux luttes, les liens entre les Circassiens et leurs alliés avec leurs homologues du Caucase oriental furent brisés par les alliances ossètes et karatchaïs avec la Russie.
Les hostilités atteignirent leur apogée au XIXe siècle et conduisirent directement à la guerre russo-circassienne, au cours de laquelle les Circassiens, avec les Abkhazes, les Oubykhes, les Abazines, les Nogais, les Tchétchènes et, plus tard, les Ingouches (qui commencèrent en tant qu'alliés de la Russie), ainsi qu'un certain nombre de tribus turques, combattirent les Russes pour maintenir leur indépendance. Ce conflit se mêla à la guerre de Crimée qui s'ensuivit, et les Ottomans donnèrent peu d'aide à la partie circassienne. Cependant, les Circassiens réussissent à gagner les sympathies de Londres et, à la fin de la guerre de Crimée, les Britanniques fournissent des armes et des renseignements aux Circassiens qui, en retour, occupent les Russes et reviennent avec leurs propres renseignements. Cependant, cela ne suffit pas à sauver les Circassiens de la défaite imminente et de la domination russe. La Russie a finalement dominé les Circassiens, tribus après tribus, avec les Oubykhes, les Abazines et les Abkhazes en dernier.
La Russie se tourne ensuite vers l'ordre des Muhajirs. Environ 1 à 1,5 million de Circassiens furent tués, sans distinction entre les femmes, les personnes âgées ou les enfants, et sur ordre du tsar, la majorité de la population musulmane fut déportée, principalement vers l'Empire ottoman, provoquant l'exil de 1,5 million de Circassiens et d'autres. Cela cause l'annihilation de 90 % de la population circassienne, évènement qui est nommé le génocide circassien. Les réfugiés circassiens étaient considérés comme une source utile de recrues militaires, et se sont installés dans des zones tenaces d'aspirations nationalistes, en Arménie, dans les régions kurdes et arabes et dans les Balkans. Les sociétés des Balkans et du Moyen-Orient dans lesquelles ils s'installèrent les considéraient comme des étrangers, et les tensions entre les Circassiens et les autochtones au sujet des terres et des ressources conduisaient parfois à des effusions de sang, les Circassiens appauvris faisant parfois des raids contre les indigènes. Lors de la conférence des pays européens qui eut lieu entre décembre 1876 et janvier 1877 à Constantinople, l'idée de transférer les Circassiens des Balkans vers les États asiatiques de l'Empire fut introduite. Avec le début de la guerre russo-turque en 1877-1878, les Circassiens abandonnent leurs villages et prennent la route avec les troupes ottomanes en retraite. De plus en plus de Circassiens ont été fortement assimilés par les États nationalistes (Turquie, Iran, Syrie, Irak) qui considéraient l'ethnicité non turque/persane/arabe comme une présence étrangère et une menace.